# Monommata maculata
Monommata maculata är en hjuldjursart som beskrevs av Harry K. Harring och Myers 1930. Monommata maculata ingår i släktet Monommata och familjen Notommatidae. Inga underarter finns listade i Catalogue of Life.